# Gerard van Perlo
Gerardus Cornelis (Gerard of Ger) van Perlo (28 november 1932 – 23 januari 2010) was een Nederlandse schaker. In 1957 was hij lid van de NBC en werd hij kampioen correspondentieschaak van Nederland.
Hij heeft ook een viertal boekjes geschreven die het eindspel behandelen, waarvan het bekendste zijn "Van Perlo's Endgame Tactics" (New in Chess, 2014) is.
Gerard was teamleider bij de 12e Schaakolympiade in 1999 en hij speelde ook mee in het toernooi om het 21e wereldkampioenschap